# ننانا (آلاسکا)
ننانا (به انگلیسی: Nenana) شهری در ناحیه سرشماری یوکان-کویوکوک ایالت آلاسکا است که جمعیت آن در سرشماری سال ۲۰۰۰ میلادی ۴۰۲ نفر بوده‌است.